# El Palo
El Palo, anciennement village de pêcheurs, est aujourd'hui un quartier faisant partie de la ville de Malaga, en Andalousie dans la province de Malaga. La capitale de la province s'étant peu à peu agrandie, elle a englobé lors de son expansion cet ancien village de pêcheurs. El Palo est de nos jours un quartier situé à l'est de Malaga.

## Économie
El Palo est un quartier très connu pour son paseo maritimo (promenade sur le bord de mer). En effet, tout au long de la plage, sur le sable, vous y trouverez des pêcheurs faisant griller les poissons pêchés le jour même sur leur bateau. Vous pouvez donc en vous promenant vous arrêter et demander des sardines grillées ou autre.
Malgré le tourisme envahissant de Malaga, El Palo (à 5 km du centre historique de Malaga) a réussi à garder ses spécificités. Les touristes n'y sont pas très présents, à part bon nombre d'étudiants Erasmus qui viennent y loger, le loyer dans le centre de Malaga étant trop cher.